# Batrachuperus karlschmidti
Espèce
Statut de conservation UICN

 VU B1ab(iii) : Vulnérable
Batrachuperus karlschmidti est une espèce d'urodèles de la famille des Hynobiidae.

## Distribution
Cette espèce est endémique de Chine. Elle se rencontre dans le Nord-Ouest du Sichuan, dans l'Est du Tibet et dans le Sud-Est du Gansu de 1 800 à 4 250 m d'altitude.

## Étymologie
Cette espèce est nommée en l'honneur de Karl Patterson Schmidt.

## Publication originale
- Liu, 1950 : Amphibians of western China. Fieldiana, Zoology Memoires, vol. 2, p. 1-400 (texte intégral).